# Johnny Johansen
Johnny Johansen (født 29. oktober 1944) er en dansk journalist, der siden 1992 har været chefredaktør for Ugebladet Søndag. 
Johansen har tidligere været ansat på Dannevirke, Ritzaus Bureau, Lolland-Falsters Folketidende, B.T. samt i Dansk Filmindustri og Burson-Marsteller. Fra 1970 til 1982 var han chefredaktør for SE og HØR. 
I 1970'erne og 1980'erne skrev han flere bøger om tidens fodboldhelte som f.eks. Allan Simonsen og Preben Elkjær.